# 中国行动计划
中国行动计划（英語：China Initiative）是指2018年11月美国政府推出的一项计划，由美国司法部国家安全司负责实施，并表示該计划旨在全面消除中華人民共和國間諜、防止美国科技被中国盗窃。该项计划由时任美国司法部部长杰夫·塞申斯于2018年11月1日宣布启动。但計劃遭到了廣泛的批評，被认为助长了对亚裔美国人的种族歧视与偏见、损害了美国吸引顶尖人才和推动科技进步方面的利益，指控的定義也不清晰。
2022年2月23日，时任美国助理首席檢察官马修·奥尔森宣布中止该计划，然而以中国行动计划之名开启的某些案件目前实质上仍在持续。

## 起源
「中国行动计划」是一项美國的司法行动，旨在起诉某些美國政府認為与中国有关联、而且存在間諜行為的在美科学研究人员和学者。2018年，时任美国总统唐纳德·特朗普领导的美国司法部启动该计划，其宣称的目的是防止被察觉的工业间谍活动。特朗普及其政府相信，中国正在利用研究人员和学生窃取美国的技术创新。
2018年3月，美國貿易代表處指根據《貿易法》第301條，指控中國對美國的投資政策合理和資助黑客入侵。2018年6月，美國司法部發布了一份報告《中國的經濟侵略如何威脅美國和世界的技術和知識產權》。美国司法部表示，中国行动计划是為了對抗來自中國的國家安全威脅，以及強化美國總統對總體國家安全的戰略。

## 结束
2022年2月23日，司法部宣布终止中国行动计划，主要原因是：“认为它不公平地将美籍以及旅居美国的华人描绘为不忠诚。”负责国家安全的助理司法部长马修·G·奥尔森表示，该决定并不意味着司法部放弃了对中国威胁做出反应，而是希望以其它方式追求这一目标。奥尔森表示，司法部将继续与中国政府构成的威胁作斗争；在该计划下开始的案件，还将继续追查。
中国行动计划的案件通常涉及在披露表格上撒谎或遗漏信息。有些案件被定罪了，例如：查尔斯·利伯因向联邦官员作出虚假陈述并提交虚假纳税申报表而被认定有罪，梅亚·梅亚潘（Meyya Meyyappan，NASA科学家）向联邦官员作出虚假陈述并表示认罪。其它案件有些被中止或放弃，例如陈刚；有些在审判中败诉，例如胡安明。司法部对现存案件进行了审查，并稱“对这些案件的现状感到满意”。

## 批評
2021年9月14日，中華人民共和國外交部發言人赵立坚表示，中国行动计划是美国反华势力滥用国家安全概念、对华进行遏制打压的工具；并表示，该计划有损中美关系、加剧了美国国内的种族歧视现象，对美国亚裔群体造成严重损害。
美國指控中國在千人計劃中招募美國學者，進行間諜行為。但是，像「千人計劃」這類的外國政府人才招聘計劃本身是不違法的，也是世界各國通行的計劃。美國司法部在对于“什么是中国行动计划的案件”也没有严格的定义。導致虽然该计划宣称的目标是打击间谍活动，但在与任何“中国行动计划”关联的案件中，都无人被指控从事间谍活动，多數指控只是關於在申请聯邦拨款時未有及時完全披露与中国大学的关系，但這種行為並不少見，許多研究人员並不清楚申報流程而經常忘記或不小心遺漏申報，因此被成功定罪的案件都是以「作出虛假陳述」為由，而不是間諜罪。另外計劃不成比例地針對華裔人口也導致了種族主義的指控。
在中国行动计划下，联邦调查局展开了数千项调查，但遭遇诸多挫折，引发对该计划的批评。在2021年7月，有6起案件被撤销，同年9月，胡安明案以无罪释放而告终，暴露出“执法失误和检控过度热心”。
中国行动计划实施两年多以来，多起案件因证据不足自行撤销，「中国行动计划」并被认为涉嫌种族归纳，违反美國憲法中的民权概念等等（針對華人，而事實上，美國各族裔都有可能出售技術情報）。2021年9月，177名斯坦福大学教員联名向美国司法部发出公开信，要求停止中国行动计划，认为该计划已经“明显偏离其声称的使命”、会损害美国的科技竞争力等；Peter Michelson、Steven Kivelson等人参与联署。美国华人联合会（United Chinese Americans）主席薛海培认为，中国行动计划已变成了一场具有表演性质的政治迫害，毁了一个又一个美国华裔学者的职业生涯，并让更多美国华裔和亚裔生活在恐惧和焦虑中；“我们要求司法部调查相关机构的不当行为、撤销中国行动计划中所有还在审理中的案件，并要求白宫废除该计划”。2021年8月，20多个美国亚太族裔组织致信美國總統乔·拜登，要求废除中国行动计划。

### 行动成效
2021年12月14日，彭博社在分析了有关中国行动计划的50份美国司法部起訴書后表示，中国行动计划在抓捕間諜方面並不是很成功，其中约38%的案件因学术研究人员和教授存在欺詐行為、未披露与中国大学的关系而起，但沒有人被發現為中國從事間諜活動，而這些案件中有近一半已被撤銷。起訴書中，近50%的案件涉及違反美國的制裁令，20%的案件被指控为经济间谍活动；但大多数案件都没有解决，只有相當少比例的起訴是關於中國黑客入侵。报道表示，起訴書列出的大多數案件涉及的是個人牟利与職業發展，而不是國家主導的間諜活動。儘管如此，這些起訴書中把許多所謂的盜竊行為都描述成是為了中國国家利益。薛顿贺尔大学法学院教授瑪格麗特·劉易斯（Margaret Lewis）將這個成案率低的現象，描述為起訴書著重「個人動機與國家政策目標的混合」，導致「中國性」（China-ness）也被定為犯罪所致。波士顿的前美国律师安德鲁·莱林則辨護说，披露的相关案件数量很大，因为间谍案件需要的调查时间更长。
在已知的77起中国行动计划的案件中，有19名科学家涉嫌参与了千人计划，其中有14人被控违反科研诚信标准，因为他们未在资助文件中披露与中国实体的所有隶属关系。这14人中无一人被指控将美国的知识产权转移到中国。在中国行动计划下提出的28起起诉中，只有8起被定罪或认罪。只有四位是华裔教授，而且没有人因间谍或盗窃被定罪。按照加州大学伯克利分校法学院研究员马克·科恩（Mark Cohen）的说法, “政府正在接受与技术没什么关系的指控。”
成正东（音）自2020年8月被捕后入狱13个月。2022年9月，他因两项虚假陈述的指控而被定罪。尽管如此，但《科学》期刊仍认为他是“在司法部的中国行动计划下翻车的最新案例”，因为针对他的九项欺骗政府和作出虚假陈述的指控，大多数都被推翻了。他承认在NASA的拨款申请过程中，未能透露他在广东工业大学和南方科技大学的工作。他被判处自2020年8月已服刑的13个月监禁，罚款20,000美元，并向NASA偿还86,876美元。

### 信息不一致
民权组织指出了司法部关于中国行动计划的信息矛盾之处。《麻省理工科技评论》的一项调查发现，司法部没有为中国行动计划案件提供明确的定义，也没有披露其中包含了多少案件。该调查称，由于缺乏透明度，因此无法了解该计划的具体内容、所获成就以及受影响者需要付出的代价。按照行政程序法司法工作组（APA Justice Task Force）的杰里米·吴（Jeremy Wu）的说法，如果对中国行动计划缺乏边界和范围的准确定义，信息可能会被操纵，或者以政府的口吻来呈现。
某些被公开描述为中国行动计划的案例，并没有出现在该计划的网页上，包括麻省理工教授陈刚的案例。陈刚被指控在从能源部获得联邦拨款时，未能披露来自中国实体的合同、任命和奖励。麻省理工170名教职员工联名给校长雷欧·拉斐尔·莱夫写了一封信，说这并非事实，并对这些指控进行了数次反驳。麻省理工的校长称，有争议的合同是麻省理工学院与中国的南方科技大学之间的合同，在五年内向麻省理工提供2500万美元，是學校委託陈刚去接收，並不是他個人的收益。麻省理工为陈刚支付了法律辩护费用。检察官建议撤销对陈刚的指控，美国地方法院于2022年1月驳回此案。
其它案件，包括克利夫兰诊所研究员王青（音）的案件，在指控被驳回后，被从网页上删除。《麻省理工科技评论》发现，在23起科研诚信案件中，网页上仅列出了13起。其中七起案件以驳回和无罪释放告终，并被删除。在涉及窃取商业秘密或经济间谍的12起案件中，仅列出了10起，有7起仅被控窃取商业秘密而未被控从事间谍活动。只有一起案件同时指控窃取和间谍活动。麻省理工的分析显示，中国行动计划的网页删除了17起案件、39名被告，也增加了2起案件、5名被告。
11月19日，即《麻省理工科技评论》就中国行动计划向司法部提出问题两天后，中国行动计划的网页进行了大幅度修改。删除了几项，也添加了另外几项。一位前司法部官员表示，对于该计划的规模和影响来说，该网页的组织可能不够清晰。有些案例，例如有一起涉及乌龟走私团伙（后来被删除）的案例，可能是被错误地添加到其中的。按他的说法，此类错误可能是由于一名新工作人员热衷于寻找“与中国有关”的案件。

### FBI行为失当
中国行动计划的第一次起诉是对胡安明的审判，其结果是2021年6月陪审团意见不一导致审判无效，胡安明于2021年9月无罪释放。胡安明是田纳西大学诺克斯维尔分校机械、航空航天和生物医学工程系的副教授。2020年，胡安明由于该案件被解雇，后于2022年复职。FBI对其监视了21个月，未能找到任何间谍活动的证据，其后他被指控犯有三项欺诈罪和三项虚假陈述罪。尽管胡安明未被指控间谍罪，但其中一名检察官在审判期间表示，起诉科学家和教授的部分原因是“给这些中国间谍一个教训”。
在胡安明的第一次审判中发现，FBI有意地基于虚假证据立案，擅自获取胡安明的大学文件，监视胡安明及其家人，并企图胁迫胡安明为美国监视中国。负责此案的FBI特工库吉提姆·萨迪库（Kujtim Sadiku）并不相信胡安明与中国军方有牵连，但是他用Powerpoint演示文稿来让田纳西大学校方认为他有。按照胡安明辩护律师的说法，萨迪库想要一个足够严重的案件，因此即使证据可疑，他也继续推进该案。田纳西大学协助了FBI的调查，在未授权的情况下提供了胡安明的大学文件，向他隐瞒调查，误导NASA，并在他被捕后立即无薪停职。胡安明的上司与FBI进行了会面，但不清楚是谁授权的；FBI在进入田纳西大学时，没有任何证据证明胡安明有不当行为，也没有取得合法权限就从他的人事档案中获取信息。萨迪库承认，有许多关于胡安明被指控滥用款项的政策，他并不熟悉。一名陪审员将其描述为“最荒谬的案件”，并表示对胡安明的指控是“一系列看似合理的错误”的结果，“缺乏田纳西大学的支持，代表了FBI冷酷的野心。”之后，民主党众议员刘云平、蒙代尔·琼斯和普拉米拉·贾亚帕尔表达了对胡安明案件的担忧，并呼吁司法部监察长迈克尔·E·霍洛维茨调查对FBI不当行为的指控。
审判失败后，联邦政府宣布将进行重审，最终胡安明于2021年9月被无罪释放。美国地区法官托马斯·A·瓦兰（Thomas A. Varlan）驳回了此案，他说：“即使从对政府最有利的角度来看待所有证据，任何理性的陪审团也不会得出结论，认为被告实施了欺诈NASA的计划。”凯西·T·阿罗伍德是起诉胡安明失败的领导者，他曾被总统拜登提名为美国田纳西州东区检察官。美国亚裔民权组织呼吁支持者反对这项提名，该提名被描述为“对亚裔美国人、移民和科学界的侮辱”。胡安明说，阿罗伍德没有受到惩罚，反而得到奖励，这是在鼓励将来像他这样的案件再次发生。
在对陶丰的审判中，司法部所使用的证据是通过搜查令获得的，但该搜查令是根据对陶丰的捏造指控发出的。这些指控是2019年其一位前同事提供给FBI的，她想要破坏陶丰的职业生涯。她认为，自己作为陶丰一篇论文的共同作者，并没有得到足够的认可，据称她以“精神损失”为由向陶丰索赔31万美元；陶丰拒绝后，她威胁要反击，并将陶丰作为“技术间谍”举报给FBI。这名共同作者“使用虚假电子邮件帐户进行指控，并侵入了陶丰的电子邮件，这甚至发生在与FBI特工会面期间。”FBI依靠此信息获得了搜查令。尽管间谍指控没能成立，但根据检方的说法，陶丰的电子邮件中包含有一份在中国任教的合同。陶丰的辩护人称，该工作仅在讨论之中，他并没有签署这份合同，也没有接受该工作，因此并不违反披露的规定。2022年9月20日，联邦法官驳回了对陶丰的三项电汇欺诈指控，但维持了一项虚假陈述的指控。
FBI还在大学召开了威胁意识的会议，散布中国威胁论，并将学生、教师和研究员标记为“非传统收集者”。

### 种族偏见指控
据辩护团体称，这些起诉导致美中紧张局势恶化，“从2019年到2020年，针对亚裔美国人的暴力事件增加了71%。”亚裔美国人辩护团体将中国行动计划描述为亚裔美国人历史上的新篇章，该历史可以追溯到《排华法案》、对日裔美国人的囚禁和1990年代起诉李文和失败。“非传统行为者”一词是用来描述与中国有联系的研究人员的，美籍华人辩护团体百人会认为，该词是将亚裔美国人标记为永久外国人的一种方式。该委员会于2021年9月发布了一份报告，分析了自1996年以来的190起经济间谍案件。该报告显示，如果被告使用亚洲名字，则其被诬告的可能性，以及一旦被定罪后面临更严厉惩罚的可能性，都会增加一倍。报告还显示，超过50%的中国科学家，和超过50%的美籍华人科学家，都越来越害怕在美国工作。《麻省理工科技评论》的一项调查发现，截至2021年12月，因中国行动计划被抓的人中有90%是华裔。
2021年1月，行政程序法司法工作组、布伦南司法中心和亚裔美国人前进司法（Asian Americans Advancing Justice），共同呼吁结束中国行动计划。他们在给乔·拜登的信中指出，美国国家安全部助理检察长约翰·德默斯，指示美国94个检察官地区中的每一个，都要提出中国间谍或窃取案件，而不需要任何明显的理由能确信罪行正在发生。他们声称，该计划“对资助者、大学和研究机构施压，要求他们参与种族、民族和民族出身分析”，导致了对华裔人群的歧视性和污名化调查。
自2013年起担任加利福尼亞州第二十七國會選區美国众议员的赵美心表示，“他们已将中国行动计划变成了种族定性的工具”，并且“他们已将其变成恐吓华裔科学家和工程师的手段。某些还出现了戏剧性的错误。”美籍华人组织-亚太裔美国人倡导者的执行董事阮秋表示，对种族定性的恐惧，驱使一些天才科学家返回中国寻找工作。
2021年3月起担任拜登政府新任美国司法部长的梅里克·加兰承诺重新审查该计划。10月，加兰表示不会给歧视以空间，但确认每天都会展开新的调查。政府发言人温·霍恩巴克（Wyn Hornbuckle）在一封电子邮件中写道，案件是基于行为而不是种族。FBI声称，其关于中国行动计划的调查没有任何种族动机。

### 法律评论
约翰·赫曼（John Hemann）是已宣布的中国行动计划第一案的检察官，他表示该计划“已经脱轨”，并且“演变成完全偏离这项工作初衷的东西。”赫曼将中国行动计划想要解决的问题，描述为政治和经济性的，而不是可以通过刑事起诉解决的问题。他后来为被控签证欺诈的医学研究员宋晨（音）辩护。宋晨被指控在是否仍为中国人民解放军服务的问题上作了虚假陈述。其案件在2021年7月被撤销。
另一位前联邦检察官彼得·托伦（Peter Toren）建议，在科学家可能不清楚自己义务的情况下，指控他们未能报告其它来源的合同或收入，可能不是最好的方式。他敦促科学家了解窃取的危险，但也表示他们应该理解并维护自己的权利。他建议，在被卷入调查之前就寻求专业帮助，并且不要自动假设一名FBI特工正在为他们的最大利益行事。
波士顿前美国律师安德鲁·莱林质疑，中国行动计划是否与实际发生的间谍活动数量成正比。他说，对中国的适当反应不会是“仅仅起诉人”，“微妙的外交政策”不能只利用司法部。莱林呼吁删除该计划的某些部分。

## 影響
百人會和亞利桑那大學在2021年夏季進行的一項民意調查發現，四成華裔科學家最近因為擔心政府的監視而考慮離開美國。根據普林斯頓大學、哈佛大學和麻省理工學院收集的數據，有更多美國培訓的華裔科學家放棄了他們的美國雇主而轉投中國，這一數量在2021年比前一年增長了22%，達到1,400多人，這與新冠疫情和中國行動計劃的時間相吻合。一位來自美國頂尖大學的中國機械工程教授說，他在美國生活了20多年後，離開美國去了香港，原因包括父母年邁、美國緊張的政治環境，以及其中國身份使得與其合作的科學家面臨審查的風險。菲爾茲獎得主丘成桐是最受矚目的離開者之一，他於2022年4月離開哈佛大學前往清華大學。儘管他沒有直接評價該計劃是否令到他離開的原因，但他2021年9月在對哈佛新生的演講中，將美國的學術環境與蘇聯進行了比較，他說「當年美國政府批評蘇聯的學術環境，想不到在這裏復活」。
来自200多所大学的1,600多名学者和行政人员请愿结束该计划，他们声称该计划不成比例地针对华裔研究人员。2021年9月，美国物理学会主席西尔维斯特·詹姆斯·盖茨表示，司法部不应纠缠披露信息的问题，并将中国行动计划改名，以减轻对种族定性的担忧。他呼吁重新审查过去违反正当程序的案件，呼吁赔偿那些职业生涯受到损害的受害者，并建议政府给研究人员一段时间，让他们纠正先前在披露信息方面的疏忽。同时，斯坦福大学177名教职员工致函司法部，提出了类似的投诉。信中写道，该计划“不仅会影响被起诉的教职员工，还会影响更多的大学研究人员，这些人被当作目标，被调查，并且因为在事先没有证据表明其存在重大不当行为的情况下即发起调查而感到威胁。”